# Joycea
Joycea is een geslacht uit de grassenfamilie (Poaceae). De soorten van dit geslacht komen voor in het noorden en oosten van Australië. Het geslacht werd genoemd naar de Australische botanicus Joyce Winifred Vickery.

## Soorten
Van het geslacht zijn de volgende soorten bekend: 
- Joycea clelandii
- Joycea lepidopoda
- Joycea pallida